# Лорету (Мараньян)

Лорету на карте штата.

Лорету (порт. Loreto) — муниципалитет в Бразилии, входит в штат Мараньян. Составная часть мезорегиона Юг штата Мараньян. Входит в экономико-статистический микрорегион Шападас-дас-Мангабейрас. Население составляет 11 390 человек на 2010 год. Занимает площадь 3596,843 км². Плотность населения — 3,17 чел./км².

## Демография
Согласно сведениям, собранным в ходе переписи 2010 г. Национальным институтом географии и статистики (IBGE), население муниципалитета составляет:
| Полное население                               | Полное население                               | Полное население                               | Полное население                               | 11 390 |
| ---------------------------------------------- | ---------------------------------------------- | ---------------------------------------------- | ---------------------------------------------- | ------ |
| в том числе:                                   | Городское население                            | 6360                                           | Процент городского населения, %                | 55,84  |
|                                                | Сельское население                             | 5030                                           | Процент сельского населения, %                 | 44,16  |
|                                                | Мужское население                              | 5870                                           | Процент мужского населения, %                  | 51,54  |
|                                                | Женское население                              | 5520                                           | Процент женского населения, %                  | 48,46  |
| Плотность населения, чел/км²                   | Плотность населения, чел/км²                   | Плотность населения, чел/км²                   | Плотность населения, чел/км²                   | 3,17   |
| Население муниципалитета в % к населению штата | Население муниципалитета в % к населению штата | Население муниципалитета в % к населению штата | Население муниципалитета в % к населению штата | 0,17   |

По данным оценки 2016 года, население муниципалитета составляет 11 871 житель.

## История
Город основан 29 марта 1938 года. 

## Статистика
- Валовой внутренний продукт на 2003 год составляет 30 028 494,00 реалов (данные: Бразильский институт географии и статистики).
- Валовой внутренний продукт на душу населения на 2003 год составляет 2930,18 реалов (данные: Бразильский институт географии и статистики).
- Индекс развития человеческого потенциала на 2000 год составляет 0,603 (данные: Программа развития ООН).